# Блохин, Юрий Витальевич
Ю́рий Вита́льевич Бло́хин (р. 1944) — советский политический деятель. Народный депутат СССР (1989—1991). Бывший председатель Всесоюзного объединения депутатов «Союз».

## Биография
Окончил инженерно-экономический факультет Кишинёвского политехнического института (Молдавия).
В 1989 году избран народным депутатом СССР. В феврале 1990 года стал одним из сопредседателей депутатской группы «Союз», выступавшей за сохранение СССР в виде федеративного государства. Другими сопредседателями были избраны Виктор Алкснис (Латвия), Георгий Комаров (Киргизия), Анатолий Чехоев (Южная Осетия). На IV Съезде народных депутатов СССР в декабре 1990 года в группе «Союз» был зарегистрирован 561 человек.
В декабре 1990 года предложил принять постановление о признании Приднестровской
Молдавской ССР (совместно с депутатами Борисом Палагнюком и Николаем Костишиным). В июле 1991 года вместе с рядом политиков и деятелей культуры подписал обращение «Слово к народу».
Выступал против политики президента СССР Михаила Горбачёва. В апреле 1991 года группа «Союз» требовала введения чрезвычайного положения в стране, передачи чрезвычайных полномочий от президента Верховному Совету СССР. В июне 1991 года Горбачёв заявил: «Тов. Алкснис и тов. Блохин занимаются тем, что дестабилизируют обстановку, мешают сотрудничеству и ВС, и Президента, и Кабинета министров, и республик. ВС не должен поддаваться этому. Нужно общественное согласие».
После роспуска корпуса народных депутатов СССР и ликвидации союзных структур группа «Союз» прекратила деятельность. 12 октября 1991 года состоялось последнее заседание координационного совета «Союз».
По состоянию на 2009 год был исполнительным секретарём Международной общественной организации народных депутатов СССР.